# Antanambeus funebris
Antanambeus funebris – gatunek pluskwiaków różnoskrzydłych z rodziny zajadkowatych i podrodziny Stenopodainae.

## Opis
Ciało długości wyraźnie powyżej 1,5 mm. Ubarwione ciemnobrązowo z jaśniejszym wierzchołkiem corium. Przedplecze z jasnym pasem na bocznych krawędziach. Scutellum rozrosłe, z krótkim jasnym wierzchołkiem. Boczne kąty tylnego płata przedplecza zaokrąglone. Uda jednolicie ciemnobrązowe.

## Występowanie
Gatunek ten jest endemitem Madagaskaru.